# Urva ibn al-Vard
Urva ibn al-Vard (arab betűkkel عروة بن الورد – ʿUrwa ibn al-Ward; meghalt 596 körül) a dzsáhilijja korának egyik, nagylelkűségéről híres arab költője volt.
Az Absz törzs tagja, a szintén törzsbeli Antara ibn Saddád idősebb kortársa volt. Bár beduin életet élt és rablásból tartotta fenn magát, törzse nem közösítette ki. Urva ugyanis a kor lovagi erényeinek bajnoka volt: a kiváló harcos, ha szüksége volt valamire, rabolt, de saját éhezése árán is megvendégelte a vendéget vagy a rászorulót. Számos párviadalban aratott győzelmet.
Zsákmánya nagyját mindig törzse rászorulóinak juttatta. Rendkívüli bőkezűsége miatt nevezték el a „kóborlók Urvájának” (arabul Urva asz-Szaálík) nevet. Kaszídáiban a sivatagi nélkülözéseket, a rablóportyákat és saját bőkezűségét örökítette meg.